# Schachbundesliga 1996/97 (Frauen)
Die Saison 1996/97 war die sechste Spielzeit der Schachbundesliga der Frauen. Aus der 2. Bundesliga waren Chemie Guben, die Karlsruher Schachfreunde und der SK Holsterhausen aufgestiegen. Während Karlsruhe und Holsterhausen den Klassenerhalt erreichten, musste Guben direkt wieder absteigen; die beiden übrigen Abstiegsplätze belegten der SV 1920 Hofheim und Rotation Berlin.
Der Titelverteidiger Elberfelder Schachgesellschaft 1851 wurde erneut überlegen deutscher Meister und gab dabei nur zwei Unentschieden ab.
Zu den gemeldeten Mannschaftskadern der teilnehmenden Vereine siehe Mannschaftskader der deutschen Schachbundesliga 1996/97 (Frauen).

## Abschlusstabelle
|     | Verein                                  | Sp | G | U | V | MP    | Brett-P.  |
| --- | --------------------------------------- | -- | - | - | - | ----- | --------- |
| 1.  | Elberfelder Schachgesellschaft 1851 (M) | 11 | 9 | 2 | 0 | 20:2  | 43,5:22,5 |
| 2.  | Krefelder Schachklub Turm 1851          | 11 | 7 | 2 | 2 | 16:6  | 39,0:27,0 |
| 3.  | Rodewischer Schachmiezen                | 11 | 4 | 6 | 1 | 14:8  | 38,0:28,0 |
| 4.  | Karlsruher Schachfreunde (N)            | 11 | 5 | 4 | 2 | 14:8  | 36,5:29,5 |
| 5.  | Dresdner SC                             | 11 | 5 | 2 | 4 | 12:10 | 35,5:30,5 |
| 6.  | SK Holsterhausen (N)                    | 11 | 4 | 3 | 4 | 11:11 | 33,0:33,0 |
| 7.  | SC Leipzig-Gohlis                       | 11 | 3 | 3 | 5 | 9:13  | 35,5:30,5 |
| 8.  | USV Halle                               | 11 | 4 | 1 | 6 | 9:13  | 31,0:35,0 |
| 9.  | OTG Gera                                | 11 | 4 | 1 | 6 | 9:13  | 25,0:41,0 |
| 10. | SV 1920 Hofheim                         | 11 | 3 | 2 | 6 | 8:14  | 31,0:35,0 |
| 11. | Rotation Berlin                         | 11 | 2 | 3 | 6 | 7:15  | 27,0:39,0 |
| 12. | Chemie Guben (N)                        | 11 | 1 | 1 | 9 | 3:19  | 21,0:45,0 |

## Entscheidungen
|     | Deutscher Meister: Elberfelder Schachgesellschaft 1851                                  |
|     | Abstieg in die 2. Bundesliga der Frauen: SV 1920 Hofheim, Rotation Berlin, Chemie Guben |
| (M) | Meister der letzten Saison                                                              |
| (N) | Aufsteiger der letzten Saison                                                           |

## Kreuztabelle
| Ergebnisse | Ergebnisse                          | 1. | 2. | 3. | 4. | 5. | 6. | 7. | 8. | 9. | 10. | 11. | 12. |
| ---------- | ----------------------------------- | -- | -- | -- | -- | -- | -- | -- | -- | -- | --- | --- | --- |
| 1.         | Elberfelder Schachgesellschaft 1851 |    | 5½ | 3  | 3  | 3½ | 5  | 3½ | 4  | 4  | 4½  | 4   | 3½  |
| 2.         | Krefelder Schachklub Turm 1851      | ½  |    | 3  | 2½ | 4½ | 3  | 3½ | 4  | 5  | 3½  | 4   | 5½  |
| 3.         | Rodewischer Schachmiezen            | 3  | 3  |    | 3  | 3  | 4½ | 3½ | 4  | 2½ | 3   | 5½  | 3   |
| 4.         | Karlsruher Schachfreunde            | 3  | 3½ | 3  |    | 4  | 2½ | 3  | 3½ | 3  | 4½  | 2   | 4½  |
| 5.         | Dresdner SC                         | 2½ | 1½ | 3  | 2  |    | 2  | 3½ | 4  | 5½ | 3   | 4½  | 4   |
| 6.         | SK Holsterhausen                    | 1  | 3  | 1½ | 3½ | 4  |    | 3  | 2½ | 5  | 2   | 3   | 4½  |
| 7.         | SC Leipzig-Gohlis                   | 2½ | 2½ | 2½ | 3  | 2½ | 3  |    | 4½ | 2½ | 4   | 3   | 5½  |
| 8.         | USV Halle                           | 2  | 2  | 2  | 2½ | 2  | 3½ | 1½ |    | 4½ | 4   | 3   | 4   |
| 9.         | OTG Gera                            | 2  | 1  | 3½ | 3  | ½  | 1  | 3½ | 1½ |    | 3½  | 1½  | 4   |
| 10.        | SV 1920 Hofheim                     | 1½ | 2½ | 3  | 1½ | 3  | 4  | 2  | 2  | 2½ |     | 5   | 4   |
| 11.        | Rotation Berlin                     | 2  | 2  | ½  | 4  | 1½ | 3  | 3  | 3  | 4½ | 1   |     | 2½  |
| 12.        | Chemie Guben                        | 2½ | ½  | 3  | 1½ | 2  | 1½ | ½  | 2  | 2  | 2   | 3½  |     |

## Die Meistermannschaft
| 1.            | Elberfelder Schachgesellschaft 1851 |
| Schachfiguren | Peng Zhaoqin, Barbara Hund, Gisela Fischdick, Margarita Wojska, Marina Olbrich, Vera Medunova, Ewa Nagrocka, Silke Schubert, Christina Mädje, Claudia Schwarz, Helga Luft. |

## 2. Bundesliga
| Platz | Verein                 | M-Punkte | B-Punkte |
| ----- | ---------------------- | -------- | -------- |
| 1     | Hamburger SK           | 14       | 34,5     |
| 2     | USV Potsdam            | 09       | 23,5     |
| 3     | SC Kreuzberg           | 09       | 23,0     |
| 4     | Braunschweiger SF      | 09       | 21,0     |
| 5     | Königsspringer Hamburg | 06       | 20,0     |
| 6     | Bremer SG              | 06       | 19,0     |
| 7     | SV Stade               | 02       | 14,5     |
| 8     | Mosaik Berlin          | 01       | 12,5     |

| Platz | Verein                | M-Punkte | B-Punkte |
| ----- | --------------------- | -------- | -------- |
| 1     | SG Augsburg           | 13       | 25,0     |
| 2     | SV Leipzig 1899 (A)   | 09       | 24,5     |
| 3     | SV Fortuna Regensburg | 09       | 23,5     |
| 4     | Frauenschach Leipzig  | 08       | 21,5     |
| 5     | Lok Leipzig Mitte     | 06       | 22,0     |
| 6     | Dresdner SC II        | 06       | 18,5     |
| 7     | SV Görlitz            | 04       | 18,0     |
| 8     | Buna Schkopau         | 01       | 15,0     |

| Platz | Verein                 | M-Punkte | B-Punkte |
| ----- | ---------------------- | -------- | -------- |
| 1     | SC 03 Weimar           | 11       | 24,0     |
| 2     | SG Heiligenhaus        | 10       | 27,0     |
| 3     | TSV Schott Mainz       | 07       | 17,5     |
| 4     | SV Stuttgart-Wolfbusch | 06       | 18,5     |
| 5     | SF Dortmund-Brackel    | 04       | 15,0     |
| 6     | SV Koblenz             | 03       | 13,5     |
| 7     | SC Eschborn            | 01       | 10,5     |
|       | SV Unna                | Rückzug  | Rückzug  |